# Anhalt-Mühlingen
El comtat o principat d'Anhalt-Mühlingen fou un principat del Sacre Imperi Romanogermànic.
Fou creat per divisió del tercer principat d'Anhalt-Zerbst el 1667 (que es va dividir a la mort de Joan VI entre els seus tres fills, creant les branques de Anhalt-Zerbst, Anhalt-Dornburg i Anhalt-Mühlingen) corresponent Mühlingen a Antoni Günther. A la mort d'aquest el 1714 es va produir l'extinció de la branca que va passar a la branca sènior (Anhalt-Zerbst).

## Principat de Anhalt-Mühlingen
- Antoni Günther 1667–1714